# Drymocallis
Drymocallis je biljni rod iz porodice ružovki smješten u podtribus Fragariinae, dio tribusa Potentilleae, potporodica Rosoideae. Raširen je po dijelovima Euroazije (Europa, istočni Sibir, Iran, Turska, Kavkaz), Sjeverne Amerike i jedna u Maroku Sastoji se od 26 vrsta trajnica i dva hibrida (oba iz SAD-a). jedini predstavnik u Hrvatskoj je Drymocallis rupestris, ili stjenoviti petoprst (sin. Potentilla rupestris), vrsta nekada ujključiv ana u rod petoprsta.
Rod je pisan u A Monograph of the North American Potentilleae 190–205, pl. 102, f. 1–5; pl. 103–111. 1898.

## Vrste
1. Drymocallis arguta (Pursh) Rydb.
2. Drymocallis arizonica Rydb.
3. Drymocallis ashlandica (Greene) Rydb.
4. Drymocallis calycina (Boiss. & Balansa) Soják
5. Drymocallis campanulata (C. L. Hitchc.) Ertter
6. Drymocallis convallaria (Rydb.) Rydb.
7. Drymocallis corsica (Soleir. ex Lehm.) Kurtto
8. Drymocallis cuneifolia Rydb.
9. Drymocallis damghanensis Naderi & Faghir
10. Drymocallis discretica Ertter
11. Drymocallis fissa (Nutt.) Rydb.
12. Drymocallis geoides (M. Bieb.) Soják
13. Drymocallis glabrata Rydb.
14. Drymocallis glandulosa (Lindl.) Rydb.
15. Drymocallis halacsyana (Degen) Kurtto & Strid
16. Drymocallis hansenii (Greene) Rydb.
17. Drymocallis inquinans (Turcz.) Soják
18. Drymocallis lactea (Greene) Rydb.
19. Drymocallis longisepala (Strid) Kurtto & Strid
20. Drymocallis malacophylla (Borbás) Kurtto
21. Drymocallis micropetala Rydb.
22. Drymocallis modocana Ertter
23. Drymocallis poteriifolia (Boiss.) Soják
24. Drymocallis pseudorupestris Rydb.
25. Drymocallis regisborisii (Stoj.) Soják
26. Drymocallis rupestris (L.) Soják
27. Drymocallis ×pumila Rydb.
28. Drymocallis ×valida (Greene) Piper

## Sinonimi
- Comocarpa Rydb.; Mem. Columb. Univ. 2: 1, 6, 19, 206, t. 101 (1898)
- Pentaphylloides Duhamel; Traite des Arbres 2: 99 (1755)